# Поляков Сергій Володимирович (футболіст)
Сергій Володимирович Поляков (нар. 20 лютого 1975, Джамбул, Казахська РСР) — радянський та білоруський футболіст, півзахисник. Зіграв 1 матч у футболці національної збірної Білорусі.

## Клубна кар'єра
Народився в казахському місті Джамбул. Футболом розпочав займатися в дніпропетровському УОР, перший тренер — І. Ветрогонов. У 1991 році грав за молодіжну команду дніпропетровського «Дніпра». Професіональну кар'єру розпочав в українській команді «Шахтар» (Павлоград), за яку зіграв 27 матчів та відзначився 2 голами у Першій лізі України. У 1993 році перейшов у клуб Першої ліги Білорусі МПКЦ. У вищій лізі дебютував 1994 року, зігравши 3 матчі в оренді в «Бобруйську». За підсумками сезону 1994/95 років МПКЦ став переможцем Першої ліги і також перейшов у вищу лігу. У 1996 році Поляков виступав за інший клуб вищої ліги «Білшина», після чого ще два роки виступав у МПКЦ. Сезон 1999 року пропустив, у 2000 році виступав в клубі другої ліги «Академія-Славія». Сезон 2001 року відіграв у вищій лізі за мінське «Торпедо». У 2002 році перейшов у мінський «Локомотив», за підсумками сезону клуб посів третє місце в першій лізі і вийшов у вищий дивізіон. В сезоні 2003 року провів за «Локомотив» 6 матчів у вищій лізі й завершив кар'єру по закінченні сезону.
Всього за кар'єру провів 106 матчів та відзначився 12 голами у вищій лізі.

## Кар'єра в збірній
Єдиний матч за збірну Білорусі зіграв 5 січня 1997 року, з'явившись у стартовому складі на товариський матч зі збірною Єгипту, в на 65-й хвилині його замінили.